# Karen Gershon
Karen Gershon, nacida Kaethe Loewenthal (1923–1993) fue una escritora y poeta británica nacida en Alemania. Pudo huir, con quince años, a Gran Bretaña en diciembre de 1938.
Su libro "We came as Childen: A Collective Autobiography" (Vinimos como Niños: Una Autobiografía Colectiva) utiliza un número de testimonios de kindertransport para construir un unitario.
Uno de sus más conocidos poemas, "I was not there" (No fui allí) describe sus sentimientos de culpa en no estar cuándo sus padres fueron asesinados por los nazis.

## Obra

### Reino Unido
Poesía
- EL AÑO IMPLACABLE Poetas Nuevos 1959, Eyre & Spottiswoode 1960
- POEMAS SELECCIONADOS Gollancz 1966
- LEGADOS Y ENCUENTROS Gollancz 1972
- MIS HIJAS, MIS HERMANAS Gollancz 1975
- VOLVIENDO DE BABILONIA Gollancz 1979
- COLECCIÓN DE POEMAS Macmillan, Papermac 1990
- NOTAS de GRACIA (con dibujos por Stella Tripp), Prensa de Dragones Felices, 2002

No-Ficción
- VINIMOS COMO NIÑOS, Gollancz 1966, republicó Macmillan, Papermac 1989
- POSDATA: Una Cuenta Colectiva de las Vidas de Judíos en Alemania del oeste desde la Segunda Guerra Mundial Gollancz 1969
- Un NIÑO MENOR (autobiografía, v.1) Peter Owen 1993

Ficción
- BURN HELEN Harvester Press 1980
- EL PAN DEL EXILIO Gollancz 1985
- LA QUINTA GENERACIÓN Gollancz 1987

### EE. UU.
- VINIMOS COMO NIÑOS Harcourt Brace & World 1967
- POEMAS SELECCIONADOS Harcourt Brace & World 1967
- Un VIENTO TEMPLADO (autobiografía, v.2, 1938@–1943) Northwestern University Press 2009

### Alemania
- WIR KAMEN ALS Más AMABLE Alibaba Verlag 1988
- DAS FÜNFTE GENERATION Alibaba Verlag 1988
- DAS UNTERKIND  Rowohlt 1992
- MICH NUR ZU TRÖSTEN BESTIMMT Karin Fischer, Edición Roter Stein 2000